# Араб Мухаммад-хан
Араб Мухаммад-хан (д/н—1623) — хівинський хан у 1602—1622 роках. Вправно воював проти яїцьких козаків та ойратів. З його часу Хіва стала столицею держави.

## Життєпис
Походив з династії Арабшахів, гілки Шибанідів. Син Хаджи Мухаммад-хана. 1595 року під час вторгнення до держави шейбанідського війська втік разом з батьком і братами до Персії. 1596 року був одним з очільників походуна Хорезм з метою його звільнення від шейбанідів. Після перших успіхів зазнав поразки й відступив до Астрабаду. 1598 року брав активну участь у в ідновлення батька на троні. Тоді ж отримав у володіння міста Хіву і Кят. Смерть його 2 старших братів у 1601—1602 роках сприяло тому, що був визначений Хаджи Мухаммад-ханом за  спадкоємця. Посів трон 1602 року. Передав місто Кят своєм синову Ісфанідіяру
Влітку 1603 року правління Ургенч був захоплений 1 тис. яїцьких козаків на чолі із Нечай Шацьким, але піти з міста вони не змогли через те, що не мали коней. Араб-Мухаммед зібрав військо і взяв їх в облогу, а потім розпочав перемовини, під час яких захопив ватажків, а потім знищив козаків, багатьох з полонених перетворив на рабів.
В подальшому здобув підтримку провідних туркменських племен — ерсарі, текинців і йомудів. З 1604 року почали перші напади ойратів на прикордонні землі. 1606 року вдалося викрити змову частини найманців, що намагалися посадити на трон Хосров-султана, нащадка Ільбарс-хана I. Змовники було страчено. 1608 року стикнувся з заколотом Саліх-султана, нащадка Хасанкулі-хана, який не змігши захопити Ургенч, відступив до Аральського (Кунградського) володіння, де був визнаний володарем.
У 1610-х роках з успіхом воював проти ойратських тайші — торгутів на чолі із Хо-Урлюком та дербетів під орудою Далай-Тимура, змусивши тих зрештою у 1615 році залишити володіння ханства.
1616 року відправив посольство до московського царя Михайла I. 1617 року Араб Мухаммад-хан переніс столицю до Хіви. Водночас йому вдалося попередити збройне протистояння з синами Хабаш-сульаном і Ільбарсом, що повстали.
1620 року майже без зусиль вдалося знищити яїцьких козаків на чолі із отаманом Шамаєм, які заблукали на шляху до Хіви (її планували пограбувати) та опинилися на межі голоду біля Аральського моря. Їх полонили та перетворили на рабів.
1622 року внаслідок змови Араб Мухаммад-хана було схоплено сином Ільбарсом. Йому на допомогу виступили інші сини — Ісфандіяр і Абулгазі. В подальшому хан зумів звільнитися, але протистояння з Ільбарсом та Хабашем, що прийшов тому на допомогу, тривало. Втім біля каналу Ташли-Ярмиш зазнав поразки, потрапив у полон, де за наказом хабаш був осліплений та відправлений до Хіви. Ханом став Ільбарс. 1623 року Ісфандіяр за допомоги перського шаха Аббаса I спробував звільнити Араб Мухаммад-хана, але того стратив Ільбарс.